# Schloss Yverdon
Das Schloss Yverdon (französisch Château d’Yverdon) ist eine Burg in der Schweiz in der Waadtländer Gemeinde Yverdon-les-Bains.

## Geschichte
Die Burg wurde von 1260 bis 1270 auf Befehl von Peter II. durch Jacques de Saint-Georges errichtet, mit dem Ziel, die Stadt zu beschützen. Die Burg wurde anfangs von den savoyischen Feudalherren bewohnt, nach der Eroberung durch die Berner 1536 von den Amtmännern, die von Bern eingesetzt wurden.
Nachdem das Waadtland 1803 ein eigenständiger Kanton geworden war, kaufte die Stadt Yverdon die Burg, damit Johann Heinrich Pestalozzi, der schon ein renommierter Pädagoge war, dort seine Schule einrichten konnte. Von 1838 bis 1974  diente das Schloss als Schule.
Die Burg beherbergt seit 1830 das Musée d’Yverdon et Région. Es dient auch den Wechselausstellungen des Schweizer Modemuseums. Die Burg ist im Inventar der Kulturgüter von nationaler Bedeutung eingetragen.

## Galerie

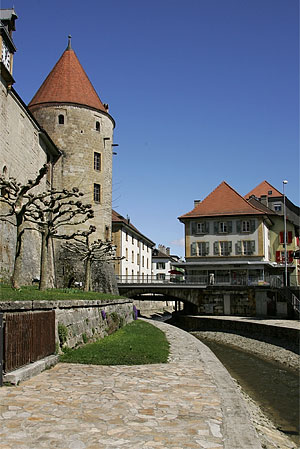
Turm und Burggraben
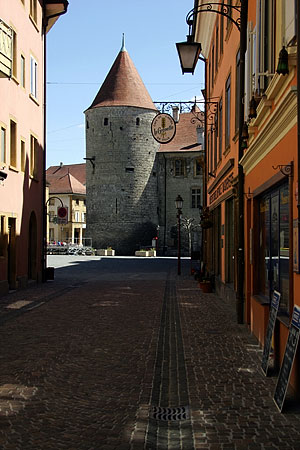
Blick aus einer Seitenstrasse